# له پوانت، سن بارتلمی
له پوانت (به فرانسوی: La Pointe) یک منطقهٔ مسکونی در فرانسه است که در سن بارتلمی در کارائیب واقع شده‌است.